# Alexandr Nikolajevič Jakovlev
Alexandr Nikolajevič Jakovlev (rusky Александр Николаевич Яковлев; 2. prosince 1923 – 18. října 2005) byl sovětský a ruský politik, diplomat a publicista.

## Život

### Válečná léta a studia
V letech 1938 až 1941 navštěvoval střední školu v osadě Krasnyje Tkači. Po napadení Sovětského svazu Německem byl dne 6. srpna 1941 povolán do Rudé armády. Podle svých vzpomínek sloužil Jakovlev jako vojín u výcvikového dělostřeleckého praporu, poté byl zařazen jako účastník kurzu na 2. leningradské střelecko-kulometné učiliště, evakuované z Leningradu do Glazova. Po absolvování učiliště 2. prosince 1942 byl Jakovlev převelen do aktivní služby jako velitel čety 6. brigády námořní pěchoty Baltského loďstva v rámci Volchovského frontu. V srpnu 1942 byl těžce raněn a převezen do týlu na léčení. V nemocnici pobyl až do února 1943 a následně byl demobilizován.
Po své demobilizaci zaujímal od listopadu 1943 do listopadu 1944 post odborného asistenta a vedoucího katedry Vojenské a tělovýchovné průpravy Jaroslavského pedagogického institutu K. D. Ušinského. Současně zde studoval na fakultě historie. Roku 1944 vstoupil do Všesvazové komunistické strany (bolševiků). Studia na Jaroslavském pedagogickém institutu nedokončil, v říjnu 1945 byl vyslán ke studiu na Vysokou stranickou školu Ústředního výboru VKS(b), avšak jeho studium netrvalo dlouho, neboť v rámci reorganizace školy byl roku 1946 dán k dispozici jaroslavskému oblastnímu výboru strany.

### Stranická práce
Dva roky působil jako instruktor oddělení propagace a agitace jaroslavského oblastního výboru VKS(b), poté byl do roku 1950 členem redakce regionálních novin Severnyj rabočij. Roku 1950 se stal zástupcem vedoucího oddělení propagace a agitace jaroslavského OV a následujícího roku vedoucím oddělení škol a vysokých škol téhož OV. Roku 1953 byl Jakovlev převeden do Moskvy, kde od března 1953 do roku 1956 pracoval jako instruktor ÚV KSSS v oddělení škol a poté oddělení vědy, škol a vysokých škol. Roku 1956 byl vyslán na Akademii společenských věd při ÚV KSSS, kde studoval postgraduál na katedře mezinárodního komunistického a dělnického hnutí. V letech 1958 až 1959 absolvoval stáž na americké Columbia University.
V roce 1960 absolvoval na akademii, když obhájil dizertaci na téma Kritika americké buržoázní literatury v otázce zahraniční politiky USA v letech 1953–1957. Mezi dubnem 1960 a rokem 1973 pracoval v administrativě ÚV KSSS v oddělení propagandy. Postupně vystřídal posty instruktora, vedoucího odboru, od července 1965 první zástupce vedoucího oddělení propagandy a poslední čtyři roky jeho vedoucí. Současně byl v letech 1966 až 1973 členem redakce časopisu Kommunist. Roku 1967 obhájil disertační práci na téma Politická věda USA a základní zahraničněpolitické doktríny amerického imperialismu (kritická analýza poválečné politické literatury o problémech války, světa a mezinárodních vztahů 1945–1966). Stál u zrodu druhého programu Vsesojuznoho radia - rádia Majak, které začalo vysílat v roce 1964.
V srpnu 1968 byl poslán do Prahy, kde jako reprezentant ÚV KSSS dohlížel na situaci v době vpádu vojsk Varšavské smlouvy do Československa. Po týdnu se vrátil do Moskvy, kde při rozhovoru s generálním tajemníkem KSSS Leonidem Brežněvem vystoupil proti odstavení generálního tajemníka KSČ Alexandra Dubčeka.
V listopadu 1972 zveřejnil v novinách Literaturnaja gazeta článek Proti antihistorismu, ve kterém vystoupil proti nacionalismu (včetně literárních časopisů). Tento článek zhoršil i tak existující spory v prostředí inteligence mezi tzv. „západníky“ a „domácími“. V souvislosti s kritikou článku ze strany Michaila Alexandroviče Šolochova a po příslušném projednání této záležitosti na sekretariátu a v politbyru ÚV KSSS byl Jakovlev roku 1973 odvolán z funkcí ve stranické administrativě a jmenován velvyslancem v Kanadě, kde pobyl dalších 10 let.
Roku 1983 navštívil Kanadu člen politbyra a tajemním ÚV KSSS Michail Sergejevič Gorbačov, obnovil vztahy s Jakovlevem a poté trval na jeho návratu do Moskvy. Roku 1984 byl Jakovlev zvolen poslancem Nejvyššího sovětu Sovětského svazu a o rok později byl jmenován vedoucí oddělení propagandy ÚV KSSS. Roku 1986 se stal členem a tajemníkem ÚV KSSS, spravujícím otázky ideologie, informací a kultury. Na červnovém plénárním zasedání roku 1987 byl zvolen do politbyra ÚV KSSS a v roce 1989 se stal delegátem na Sjezdu lidových poslanců Sovětského svazu.

### Ruská federace
Po rozpadu Sovětského svazu zaujímal od ledna 1992 post viceprezidenta Gorbačovovy nadace. Na konci roku 1992 se stal předsedou prezidentské komise pro rehabilitaci obětí politických represí. V letech 1993 až 1995 také vedl Federální agenturu pro televizní a rozhlasovou státní společnost Ostankino. Od roku 1995 byl předsedou představenstva společnosti ORT. Stejného roku se stal prvním předsedou Ruské sociálně-demokratické strany. Byl v čele Mezinárodní nadace „Demokracie“ (Nadace Alexandra N. Jakovleva), ve které připravil tisk historických dokumentů, Mezinárodní nadace milosrdenství a zdraví a Leonardo-klubu. V lednu 2004 se připojil ke skupině Výbor 2008: Svobodná volba. Dne 28. dubna 2005 se stal členem dozorčí rady nevládní organizace Otkrytaja Rossija (Otevřené Rusko).

## Vyznamenání

### Sovětská a ruská vyznamenání
- Řád Říjnové revoluce – 4. června 1971
- Řád rudého praporu
- Řád rudého praporu práce – udělen třikrát
- Řád Vlastenecké války I. třídy
- Řád přátelství mezi národy – 1. prosince 1983
- Řád rudé hvězdy – 13. ledna 1946

- Řád Za zásluhy o vlast II. třídy – 2. prosince 1998
- Řád Sergeje Radoněžského III. třídy – ruská pravoslavná církev, 1997[1]

### Zahraniční vyznamenání
- Řád kříže země Panny Marie II. třídy – Estonsko, 3. února 2003[2]
- Řád litevského velkoknížete Gedymina – Litva
- Řád tří hvězd – Lotyšsko
- velký záslužný kříž s hvězdou Záslužného řádu Spolkové republiky Německo – Německo
- komtur Řádu za zásluhy Polské republiky – Polsko, 2005 – udělil prezident Aleksander Kwaśniewski[3]
- Řád osvoboditele – Venezuela

## Dílo
Jakovlev je autorem řady dokumentárních a memoárových děl. Česky vyšlo:
- Rusko plné křížů. Od vpádu do pádu bolševismu. Doplněk Brno, 2008, ISBN 978-80-7239-211-7